# Insécurité (South Park)
Insécurité (Insecurity en VO) est le dixième épisode de la seizième saison de la série télévisée d'animation américaine South Park et l'épisode 233e de la série globale.

## Synopsis
Gerald Broflovski s'habille en livreur UPS pour jouer avec sa femme Sheila, mais sans qu'ils s’en aperçoivent, Ike les voit. Perturbé, le petit garçon dessine la scène pour l'exorciser, mais Kyle trouve le dessin et croit aussi que sa mère a une liaison. Kyle se confie à ses amis et Randy surprend la conversation, répandant la rumeur. Rapidement, hommes et enfants pensent que le véritable livreur UPS couche avec toutes leurs femmes et mères. Cartman, lui, fait installer une alarme pour protéger sa mère. Il la déclenche par accident et se met en colère en constatant la grande nonchalance des employés de la compagnie de protection.
Le vieux mécano du coin estime que c'est le recours massif à la vente par Internet qui est la cause de toutes ces infidélités, pensant que les livreurs UPS ont juste remplacé les livreurs de lait d'antan. Randy commence à surveiller sa femme Sharon et l'interroge sur toutes les livraisons qu'elle reçoit, alors qu'elle n'a pas forcément le souvenir de la commande. Randy trouve le dessin de Ike laissé par Kyle, et va demander conseil au mécano avec les autres hommes de la ville. Le vieil homme leur dit que s'ils ne répliquent pas avec force, toutes les femmes se feront sauter par le livreur.
Quand Stephen Stotch reçoit un colis qu'il a oublié d'avoir commandé, il pense que le livreur UPS veut aussi coucher avec tous les hommes de la ville. Tuer le livreur semble être la seule solution désormais, ainsi que de ne plus commander sur Internet mais d'acheter en magasin.
Les hommes se parent tous du masque de Bane dans Batman et frappent violemment le pauvre livreur UPS qui ne comprend rien. Les livraisons continuent cependant, et les maris s'équipent massivement d'alarmes internes qui se déclenchent quand ils se sentent fortement en insécurité, ce qui multiplie les fausses alarmes dans toute la ville.
Kyle essaye de régler le problème en forçant ses parents à s'assoir et à parler pour dissiper les doutes. Le camion du livreur UPS est alors détruit par une bombe et le pauvre livreur meurt défenestré depuis la chambre de Kyle. La foule fait passer l'incident pour un suicide d'un psychopathe. La police trouve alors le costume de Gerald, qui admet s'en servir pour épicer ses soirées. Tout le monde réalise alors leur erreur.
Quand la foule se retourne contre le vieux mécano, celui-ci se défend en disant que désormais leurs femmes couchent avec les installateurs d'alarmes, et le délire reprend, contre les entreprises de protection privée cette fois-ci.